# Communauté de communes du Pays du Der
Die Communauté de communes du Pays du Der ist ein ehemaliger französischer Gemeindeverband mit der Rechtsform einer Communauté de communes im Département Haute-Marne in der Region Grand Est. Sie wurde am 19. März 1996 gegründet und umfasste acht Gemeinden. Der Verwaltungssitz befand sich im Ort La Porte du Der.

## Historische Entwicklung
- Mit Wirkung vom 1. Januar 2016 wurden die ehemaligen Gemeinden Montier-en-Der und Robert-Magny zu einer Commune nouvelle unter dem Namen La Porte du Der zusammengeschlossen.
- Ebenso wurden die ehemaligen Gemeinden Droyes, Longeville-sur-la-Laines, Louze und Puellemontier zu einer Commune nouvelle unter dem Namen Rives Dervoises fusioniert.

Durch diese Maßnahmen verringerte sich die Anzahl der Mitgliedsgemeinden auf acht.
Mit Wirkung vom 1. Januar 2017 fusionierte der Gemeindeverband mit
- Communauté de communes de la Vallée de la Marne sowie
- Communauté d’agglomération Saint-Dizier, Der et Blaise (vor 2017)

und bildete so die Nachfolgeorganisation Communauté d’agglomération Saint-Dizier, Der et Blaise. Trotz der Namensgleichheit handelt es sich um eine Neugründung mit anderer Rechtspersönlichkeit.

## Ehemalige Mitgliedsgemeinden
1. Ceffonds
2. Frampas
3. Laneuville-à-Rémy
4. Planrupt
5. La Porte du Der
6. Rives Dervoises
7. Sommevoire
8. Thilleux